# Venidse
Het Venidse is een kunstmatig eiland, en gelijknamige weg over het eiland, in de Noord-Hollandse stad Hoorn. Het eiland is niet ontstaan door het droogleggen, indijken of opspuiten van zand, maar door het uitgraven van de Appelhaven. Bij het uitgraven van de havens werden wel de kades van de Bierkade en de Appelhaven verhoogd met de uitgegraven grond.

## Geschiedenis
Het eiland Venidse ontstond rond 1420 door verschillende werkzaamheden: aan de zuidelijke zijde werd de gracht voor de Nieuwendam uitgebaggerd en verbreed en aan de noordelijke zijde werd de Appelhaven gegraven. Tot 1558 was het Venidse een schiereiland omdat het nog verbonden was met de Korenmarkt, dat jaar werd ook daar een haven gegraven.

## Naam
De naam Venidse is een verwijzing naar de eilanden in Venetië, of naar de handel met de Italiaanse stad. Ook de Italiaanse Zeedijk is een verwijzing naar de internationale handel. In het begin werd het eiland nog Venegem genoemd. Velius heeft het zelf over de naam Venedien. Op de kaart van Bleau heet de huidige Bierkade Venidse. In de 18e eeuw komt de naam Bierkade op.

## Monumenten
Aan het Venidse bevinden zich enkel beeldbepalende panden. Aan de Bierkade staan een aantal rijksmonumenten en een gemeentelijk monument. Het eiland wordt middels twee monumentale bruggen verbonden met de Appelhaven en de Korenmarkt.
Bierkade

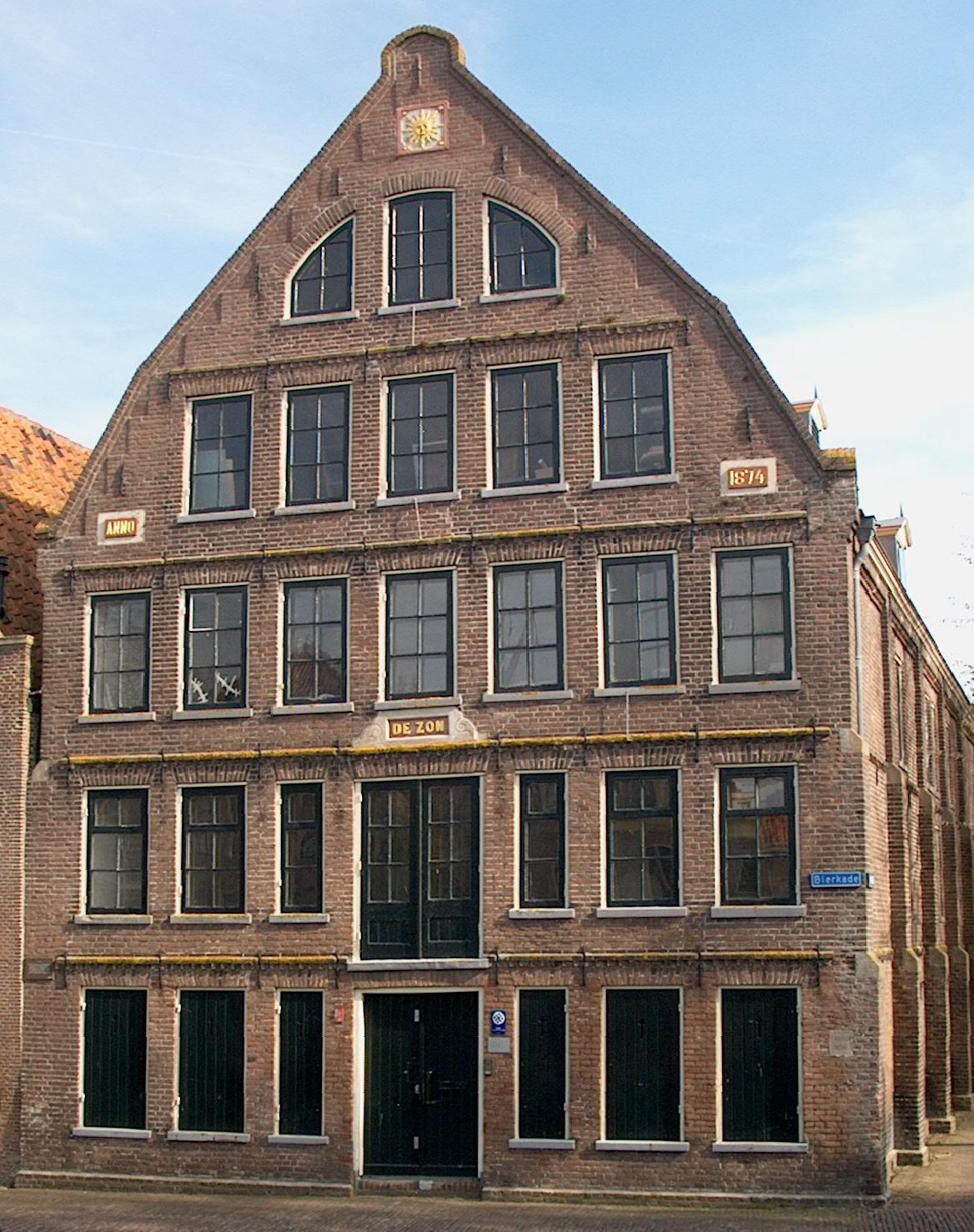
Bierkade 1
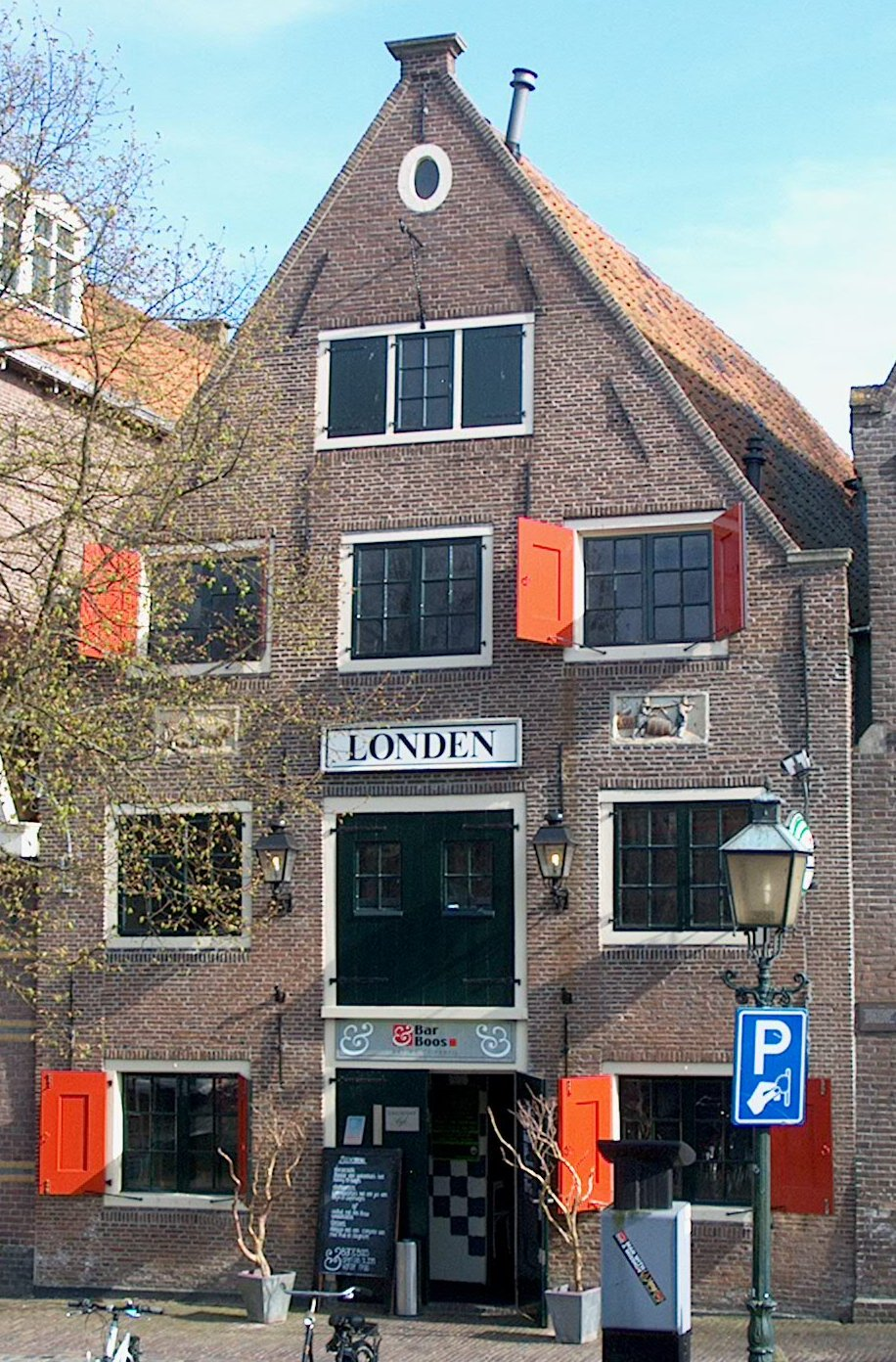
Bierkade 2
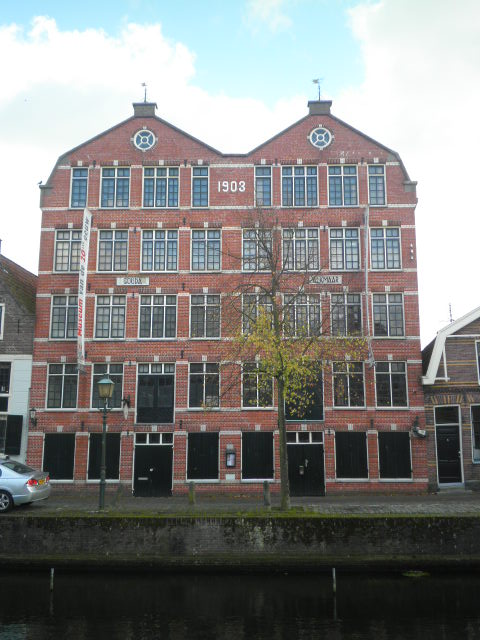
Bierkade 4, voormalig Museum van de Twintigste Eeuw
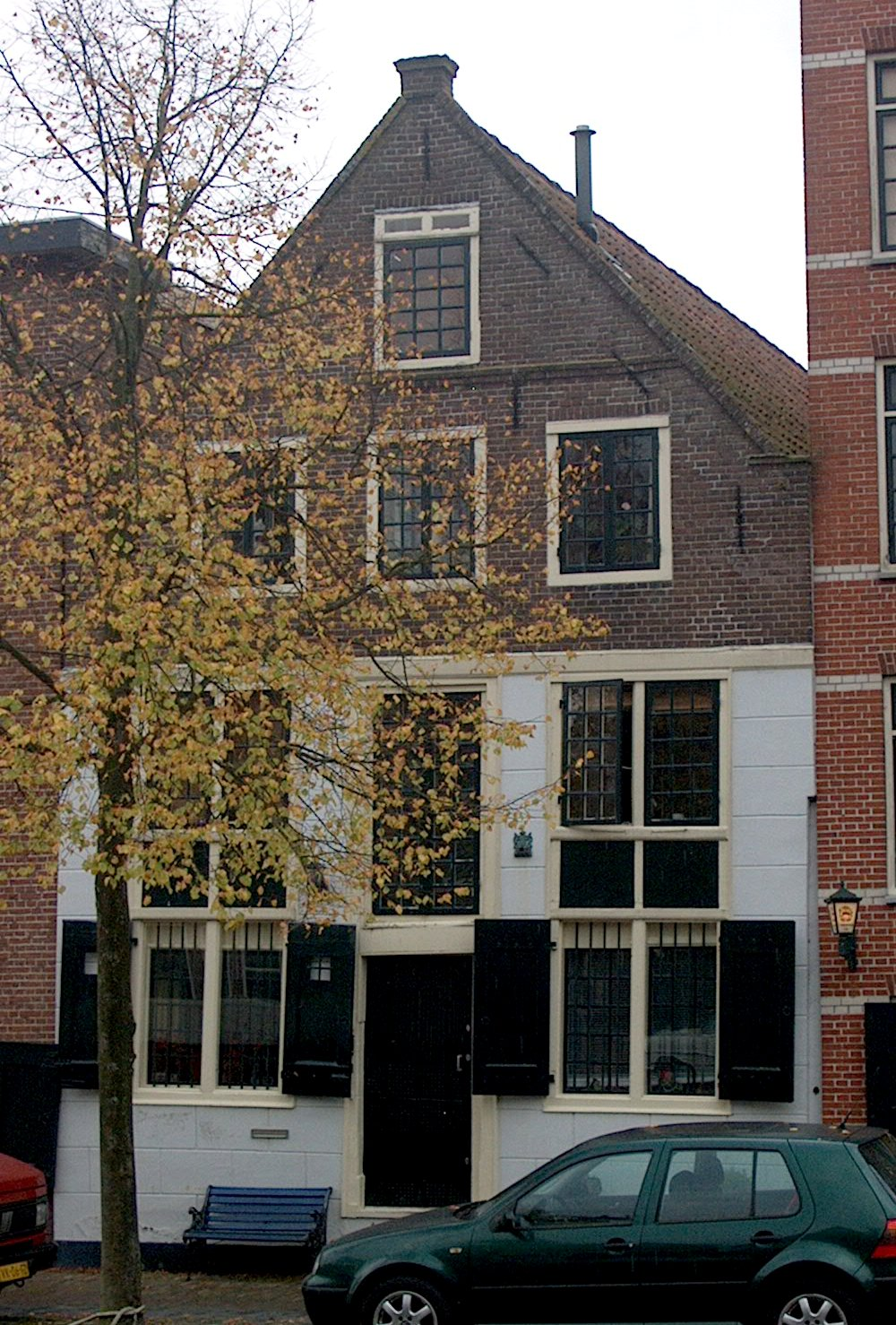
Bierkade 5
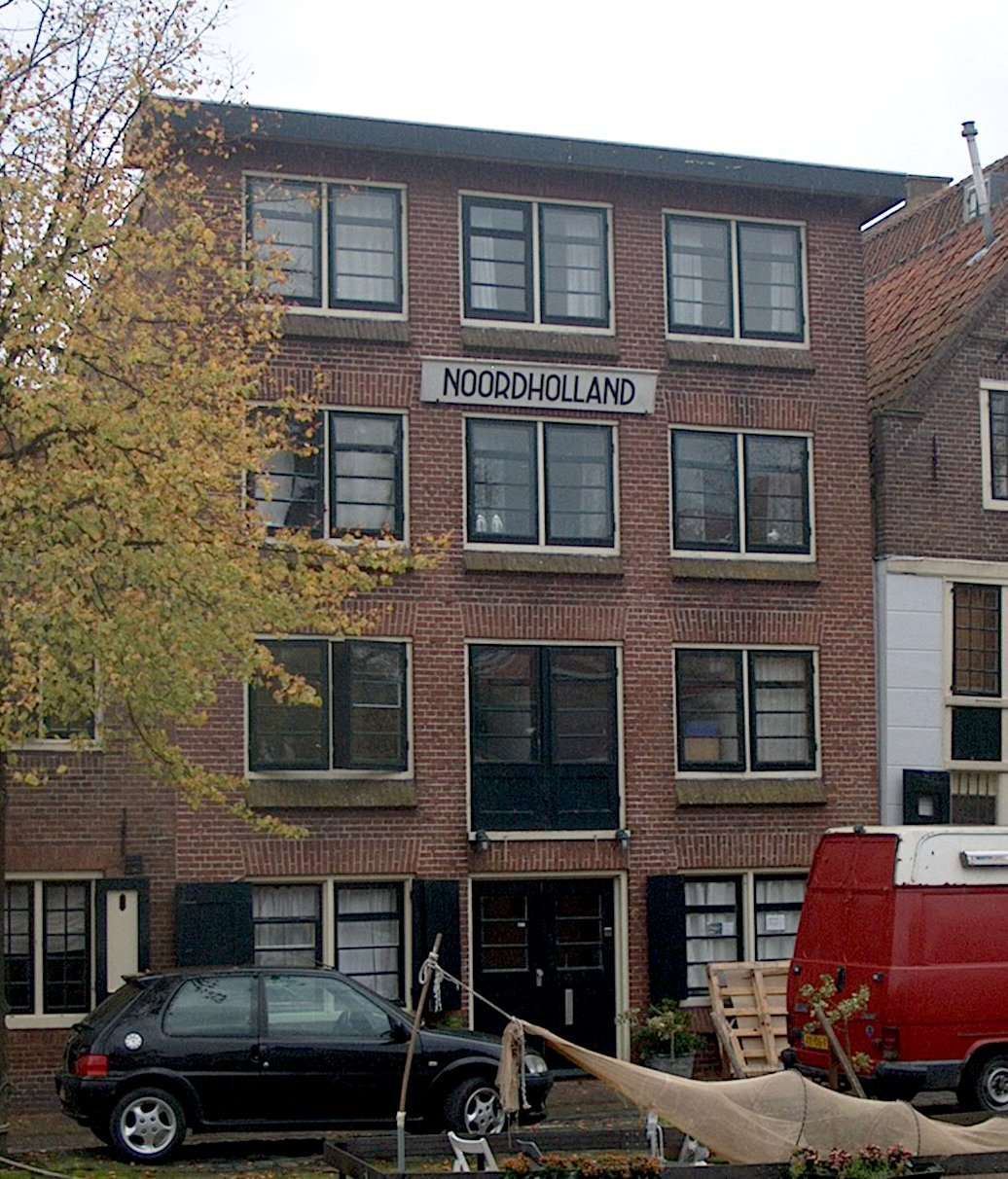
Bierkade 6
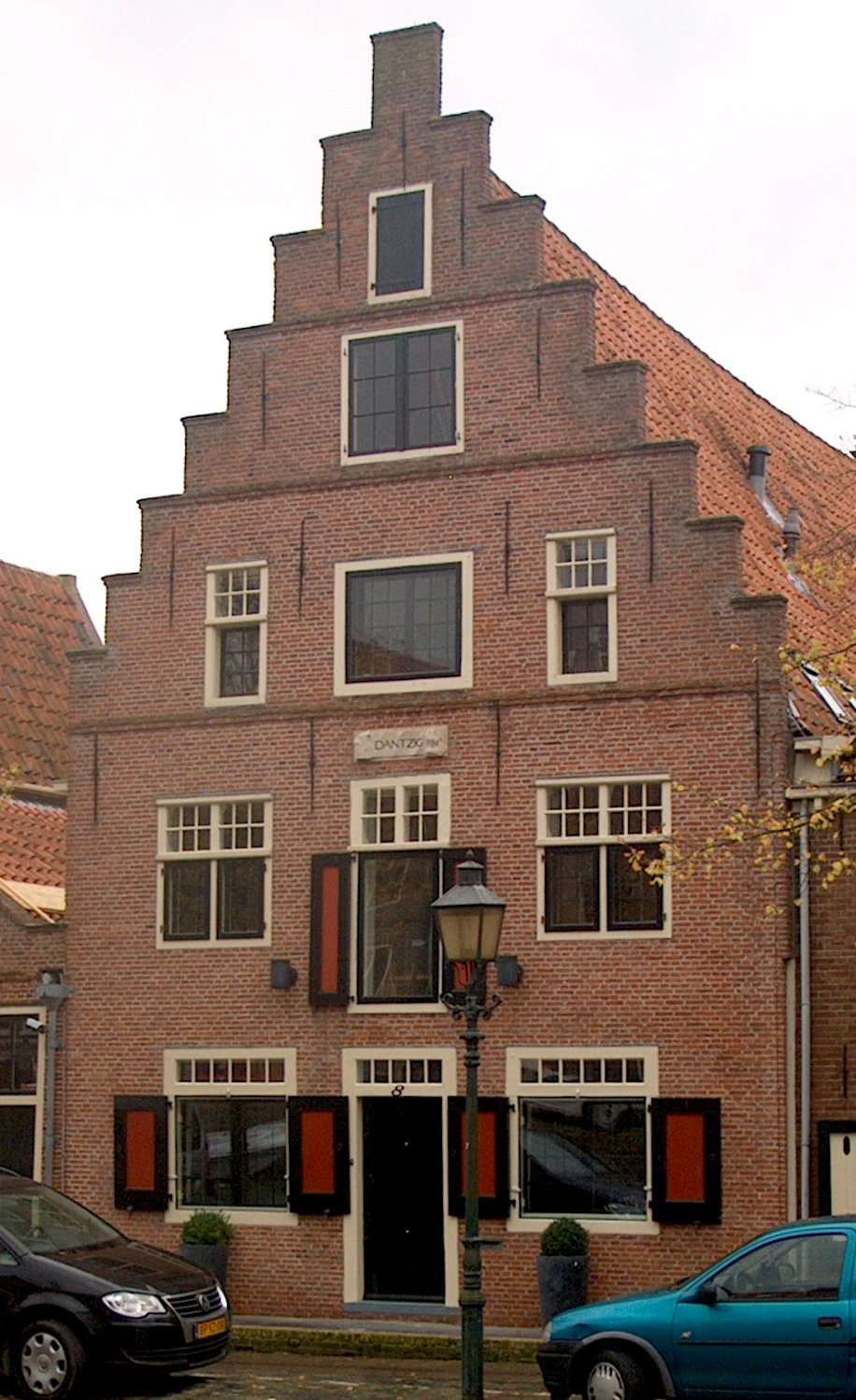
Bierkade 8
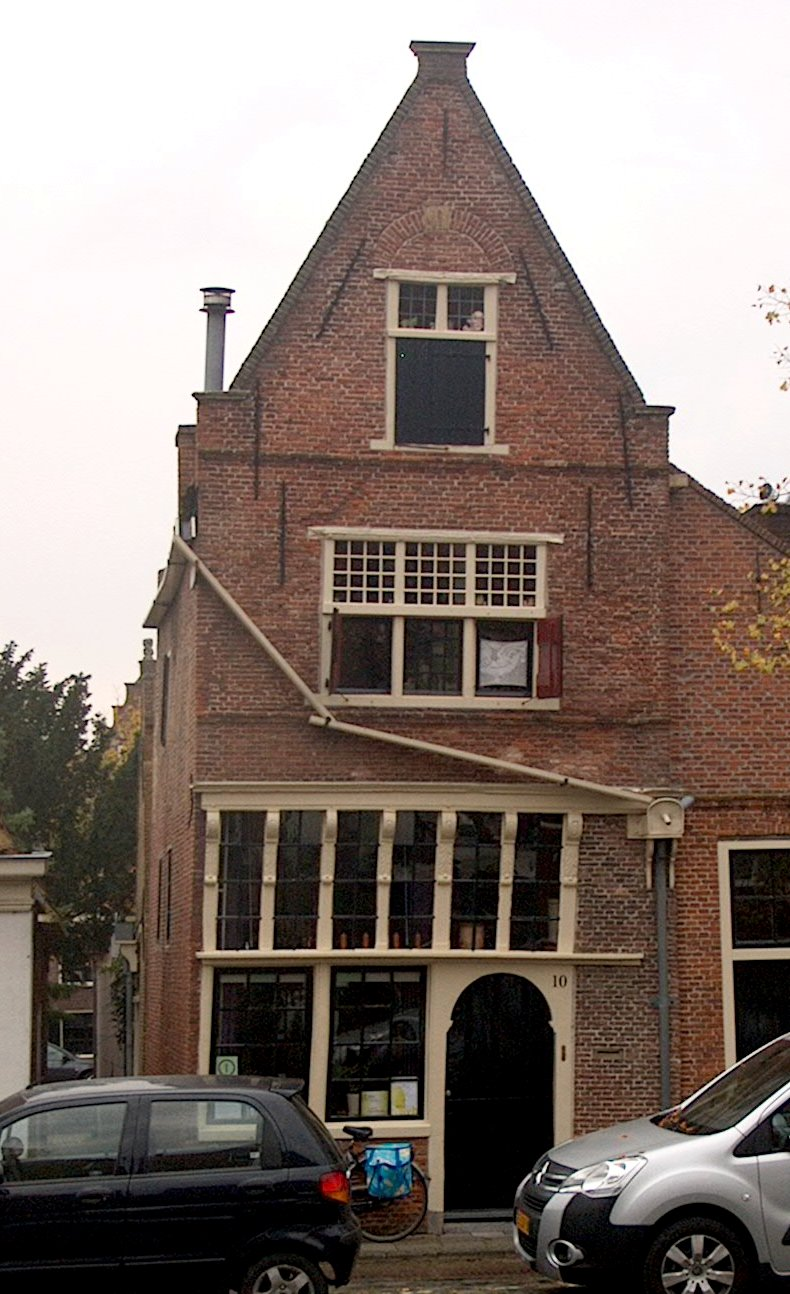
Bierkade 10
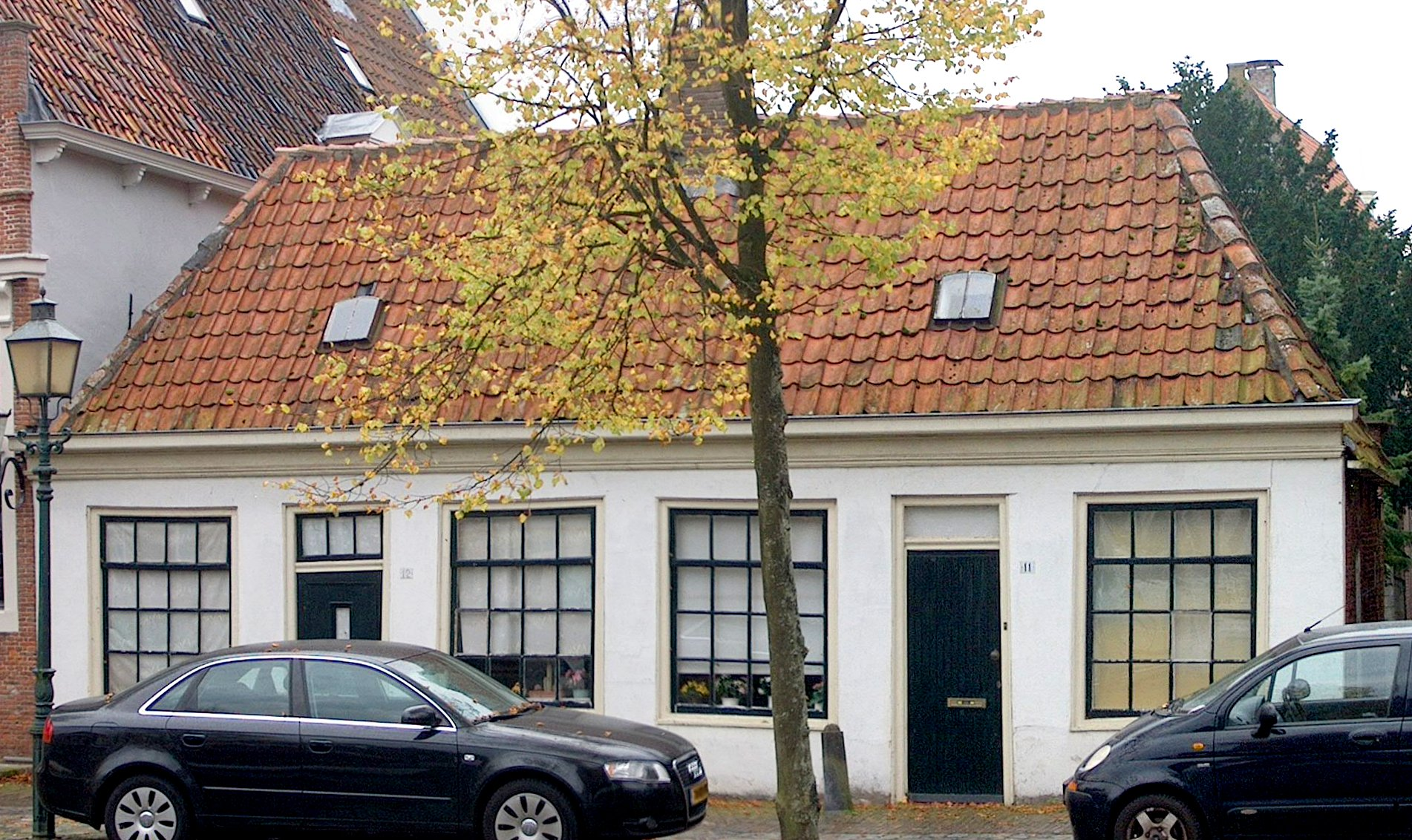
Bierkade 12
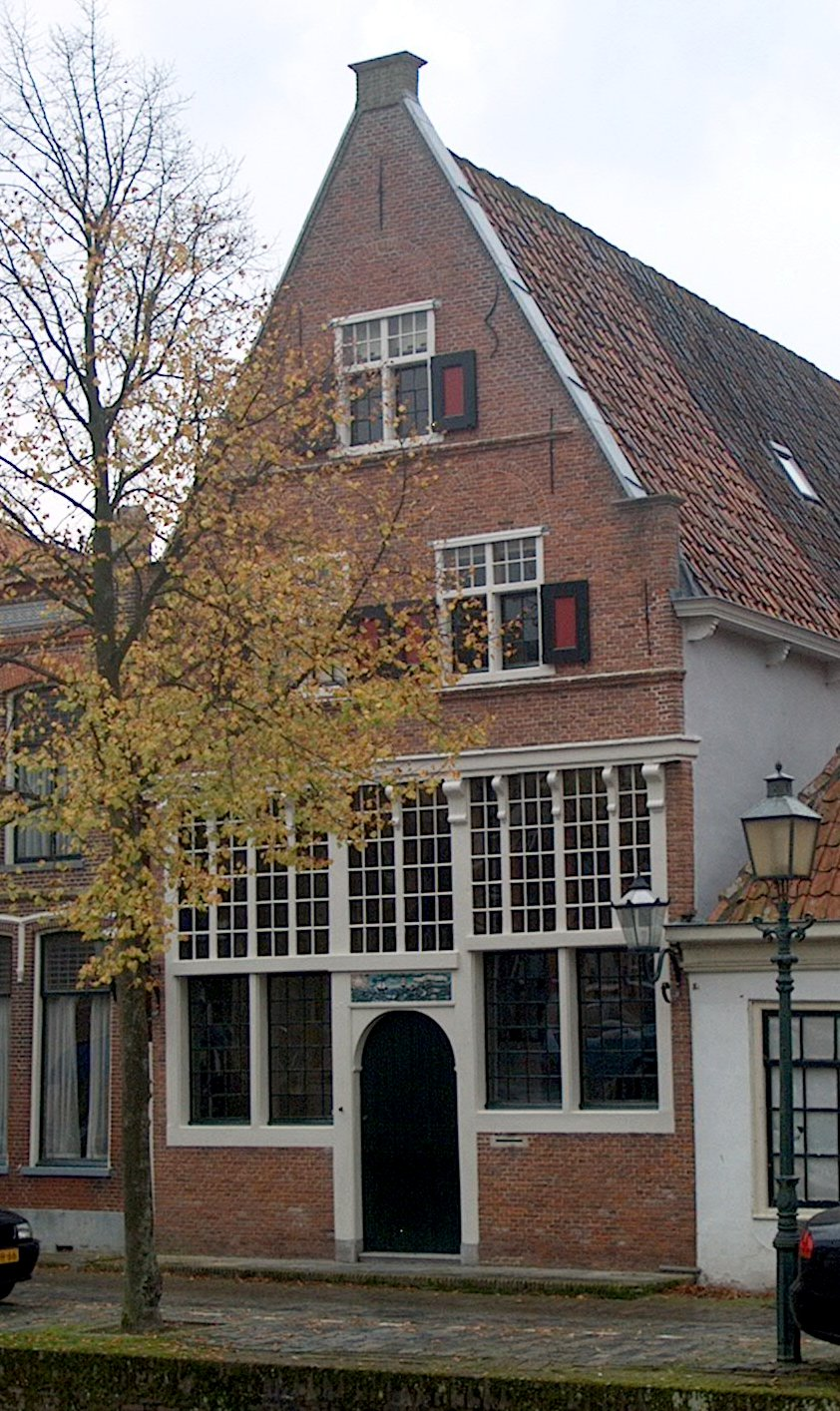
Bierkade 13
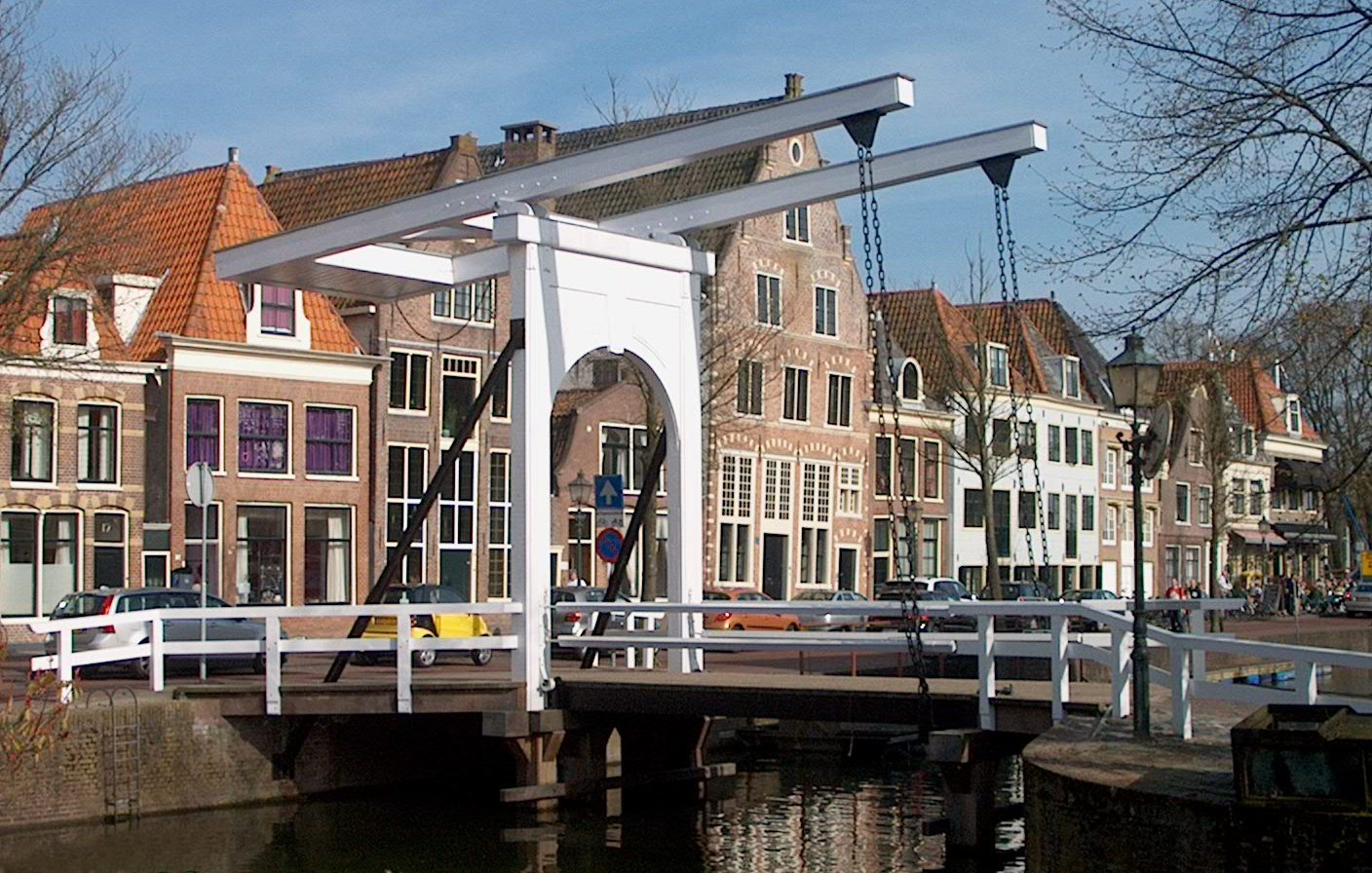
De Engelstjesbrug
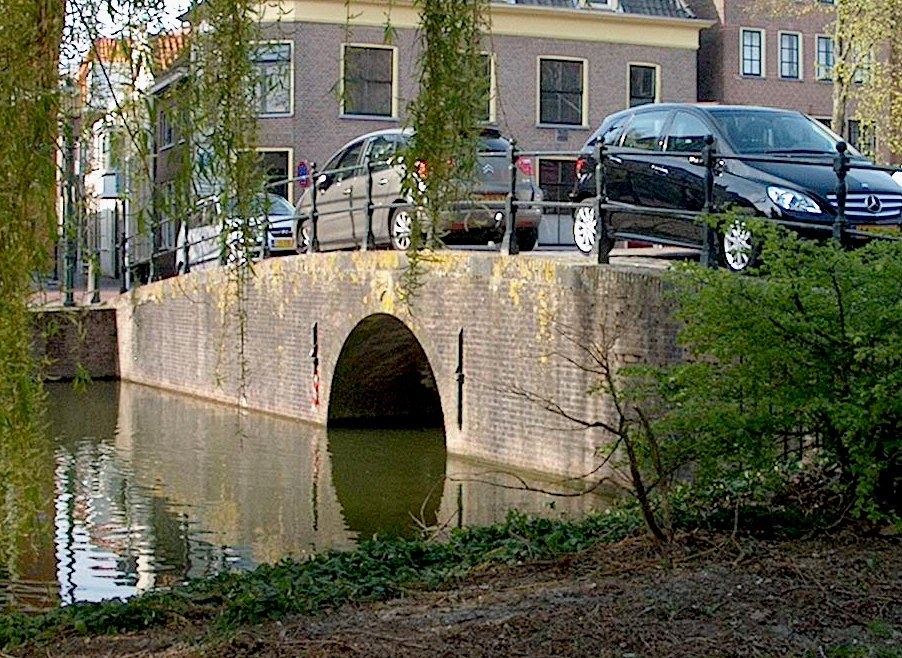
De Appelbrug